# Lindavista, Teopisca
Lindavista är en ort i Mexiko.   Den ligger i kommunen Teopisca och delstaten Chiapas, i den sydöstra delen av landet, 800 km öster om huvudstaden Mexico City. Lindavista ligger 2 088 meter över havet och antalet invånare är 138.
Terrängen runt Lindavista är varierad. Runt Lindavista är det ganska tätbefolkat, med 104 invånare per kvadratkilometer. Närmaste större samhälle är Teopisca, 7,1 km sydost om Lindavista. I omgivningarna runt Lindavista växer huvudsakligen savannskog.